# Hornbachspitze
Hornbachspitze är en bergstopp i Österrike.   Den ligger i distriktet Reutte och förbundslandet Tyrolen, i den västra delen av landet, 500 km väster om huvudstaden Wien. Toppen på Hornbachspitze är 2 533 meter över havet, eller 80 meter över den omgivande terrängen. Bredden vid basen är 0,13 km.
Terrängen runt Hornbachspitze är huvudsakligen bergig, men den allra närmaste omgivningen är kuperad. Runt Hornbachspitze är det ganska glesbefolkat, med 26 invånare per kvadratkilometer.. Närmaste större samhälle är Mittelberg, 15,2 km väster om Hornbachspitze. 
I omgivningarna runt Hornbachspitze växer i huvudsak barrskog.